# ملهوعظيم خان (مقاطعة دلفان)
ملهوعظيم خان (بالفارسية: ملهوعظیم خان) هي قرية تقع في قسم كاكاوند الغربي الريفي (مقاطعة دلفان) في إيران. يقدر عدد سكانها بـ 35 نسمة .